# Pinkham's Grant
Pinkham's Grant es un municipio ubicado en el condado de Coös en el estado estadounidense de Nuevo Hampshire. En el año 2010 tenía una población de 9 habitantes y una densidad poblacional de 0,92 personas por km².

## Geografía
Pinkham's Grant se encuentra ubicado en las coordenadas 44°15′25″N 71°14′30″O / 44.25694, -71.24167. Según la Oficina del Censo de los Estados Unidos, el municipio tiene una superficie total de 9.78 km², de la cual 9,76 km² corresponden a tierra firme y (0,16 %) 0,02 km² es agua.

## Demografía
Según el censo de 2010, había 9 personas residiendo en Pinkham's Grant. La densidad de población era de 0,92 hab./km². De los 9 habitantes, Pinkham's Grant estaba compuesto por el 66,67 % blancos, el 33,33 % eran asiáticos. Del total de la población el 0 % eran hispanos o latinos de cualquier raza.